# Gayennoides molles
Gayennoides molles är en spindelart som beskrevs av Ramírez 2003. Gayennoides molles ingår i släktet Gayennoides och familjen spökspindlar. Inga underarter finns listade i Catalogue of Life.